# Vincenzo Renzuto Iodice
Vincenzo Renzuto Iodice (Napoli, 8 aprile 1993) è un pallanuotista italiano, attaccante del  Posillipo e della Nazionale italiana.

## Carriera

### Club
Cresciuto nel Circolo Nautico Posillipo con il quale vinse vari scudetti giovanili ẹ nel 2015 la LEN Euro Cup nella finale tutta campana contro l'Acquachiara. 
Nel 2017 si trasferì in Croazia nello Jug Dubrovnik con il quale vinse in una stagione Lega Adriatica, Coppa di Croazia e campionato croato.
La stagione successiva torna in patria, questa volta con la calottina della Pro Recco dove rimane due stagioni vincendo Coppa Italia e campionato italiano.
Finita l'avventura ligure, nel luglio 2020 si è trasferito tra le file del AN Brescia dove diventa uno dei giocatori di punta del CT Alessandro Bovo, contribuendo alla vittoria di uno scudetto nel 2021 e di una Coppa Italia nel 2024. Sempre nel 2024 passa al Sabadell, in Spagna. Nel 2025 ritorna al Posillipo.
Ha una laurea in Scienze della Comunicazione.

### Nazionale
Con la calottina dell'Italia ha conquistato due titoli europei e un titolo mondiale con le nazionali giovanili, mentre con la nazionale maggiore si è laureato campione del mondo nel 2019.

## Palmarès

### Club

#### Trofei nazionali
- Campionato italiano: 2

Pro Recco: 2018-19
AN Brescia: 2020-21
- Coppe Italia: 2

Pro Recco: 2018-19
AN Brescia: 2023-24
- Campionato croato: 1

Jug Dubrovnik: 2017-2018
- Kup Hrvatske: 1

Jug Dubrovnik: 2017-2018

#### Trofei internazionali
- Coppe LEN: 1

Posillipo: 2014-15
- Lega Adriatica: 1

Jug Dubrovnik: 2017-18

### Nazionale
- Mondiali

Gwangju 2019: 
Doha 2024: 
- Europei

Zagabria-Dubrovnik 2024: 
- Coppa del Mondo

Los Angeles 2023: 
- World League

Ruza 2017: 
Strasburgo 2022: 